# Хантингтон (Западна Вирџинија)
Хантингтон (енгл. Huntington) град је у америчкој савезној држави Западна Вирџинија.

## Демографија
По попису из 2010. године број становника је 49.138, што је 2.337 (-4,5%) становника мање него 2000. године.
| Група             | 2000.          | 2010.          |
| Белци             | 45.868 (89,1%) | 42.287 (86,1%) |
| Афроамериканци    | 3.858 (7,5%)   | 4.202 (8,6%)   |
| Азијати           | 422 (0,8%)     | 532 (1,1%)     |
| Хиспаноамериканци | 437 (0,8%)     | 685 (1,4%)     |
| Укупно            | 51.475         | 49.138         |